# Zlitán
Zlitán (arabsky زليتن‎) je město v Libyi. Leží na jižním pobřeží
Středozemního moře na západě od zálivu Velká Syrta a má přes sto tisíc obyvatel.

## Poloha
Od hlavního města Tripolisu, které leží směrem na západ, je Zlitán vzdálen 160 kilometrů. Přibližně šedesát kilometrů na východ od Zlitánu leží Misuráta a ve vzdálenosti 35 kilometrů na západ leží rozvaliny starořímského města Leptis Magna.

## Jméno
O původu jména panují spory. Někteří se domnívají, že pochází z berberštiny, jiní si myslí, že je původem arabské a má být složeninou znamenající stín fíkovníků.